# Assedio di Herat (652)
L'assedio di Herat fu parte della Conquista islamica della Persia. Il Califfo ʿUmar ibn al-Khaṭṭāb lanciò un'offensiva contro l'Impero Sasanide nel 642 e nel giro di un anno i territori in mano sasanide caddero, ad eccezione di Armenia e Khorasan. Un generale veterano delle truppe musulmane, Ahnaf ibn Qais, venne scelto dal califfo per conquistare il Khorasan, che a quel tempo comprendeva la maggior parte dell'attuale nord-est dell'Iran, l'Afghanistan e il Turkmenistan. Tale conquista avvenne a ridosso della metà del 651, quando Ahnaf vinse la battaglia nei pressi del fiume Oxus, conquistò il Khorasan e spinse l'ultimo imperatore sasanide Yazdegerd III alla fuga. Con la sua morte nel 651, avrà fine l'ultima dinastia persiana non musulmana.